# Bor u Tachova
Bor (deutsch Haid) ist eine Stadt im Okres Tachov in Tschechien.

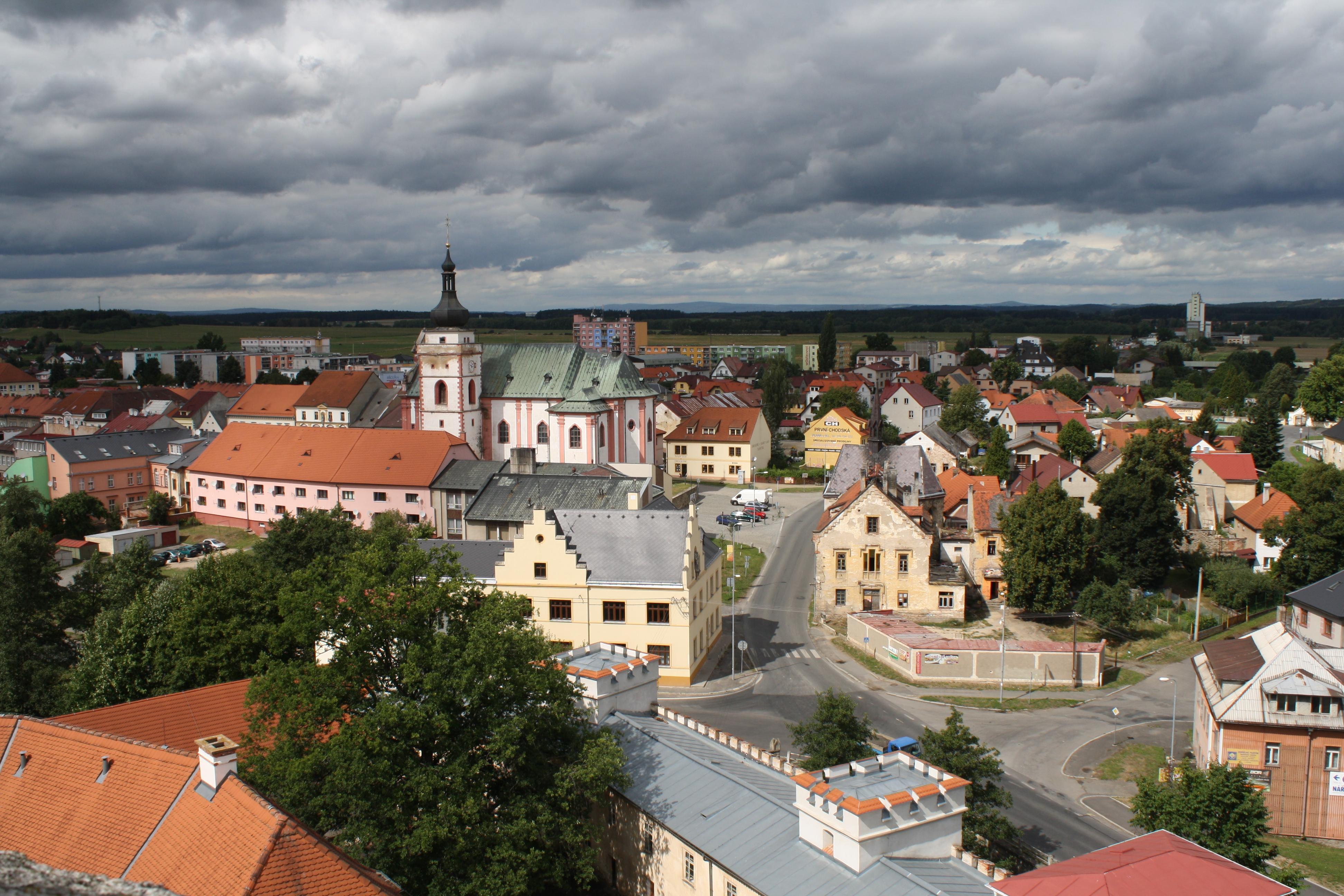
Bor

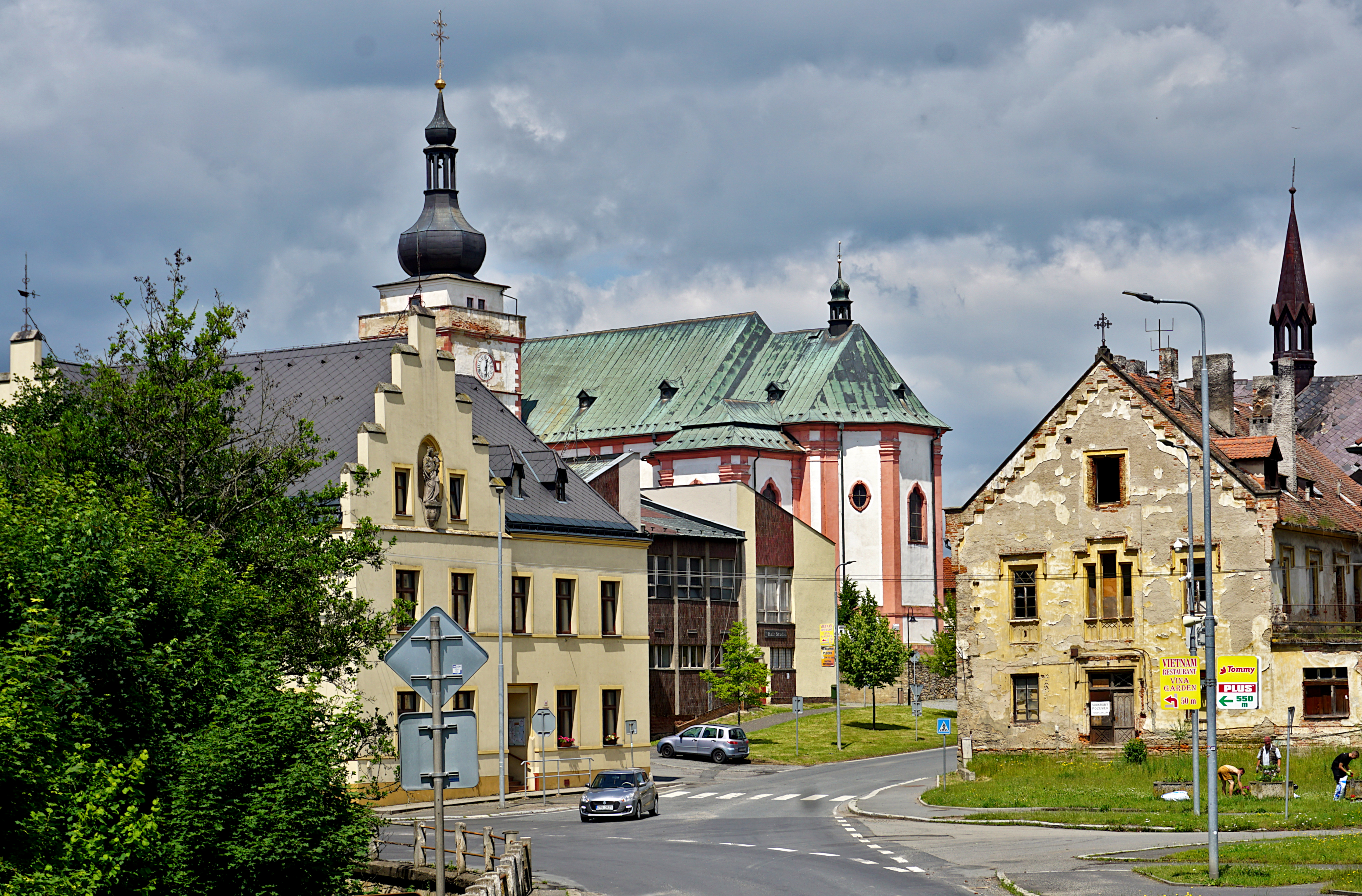
Stadtkern

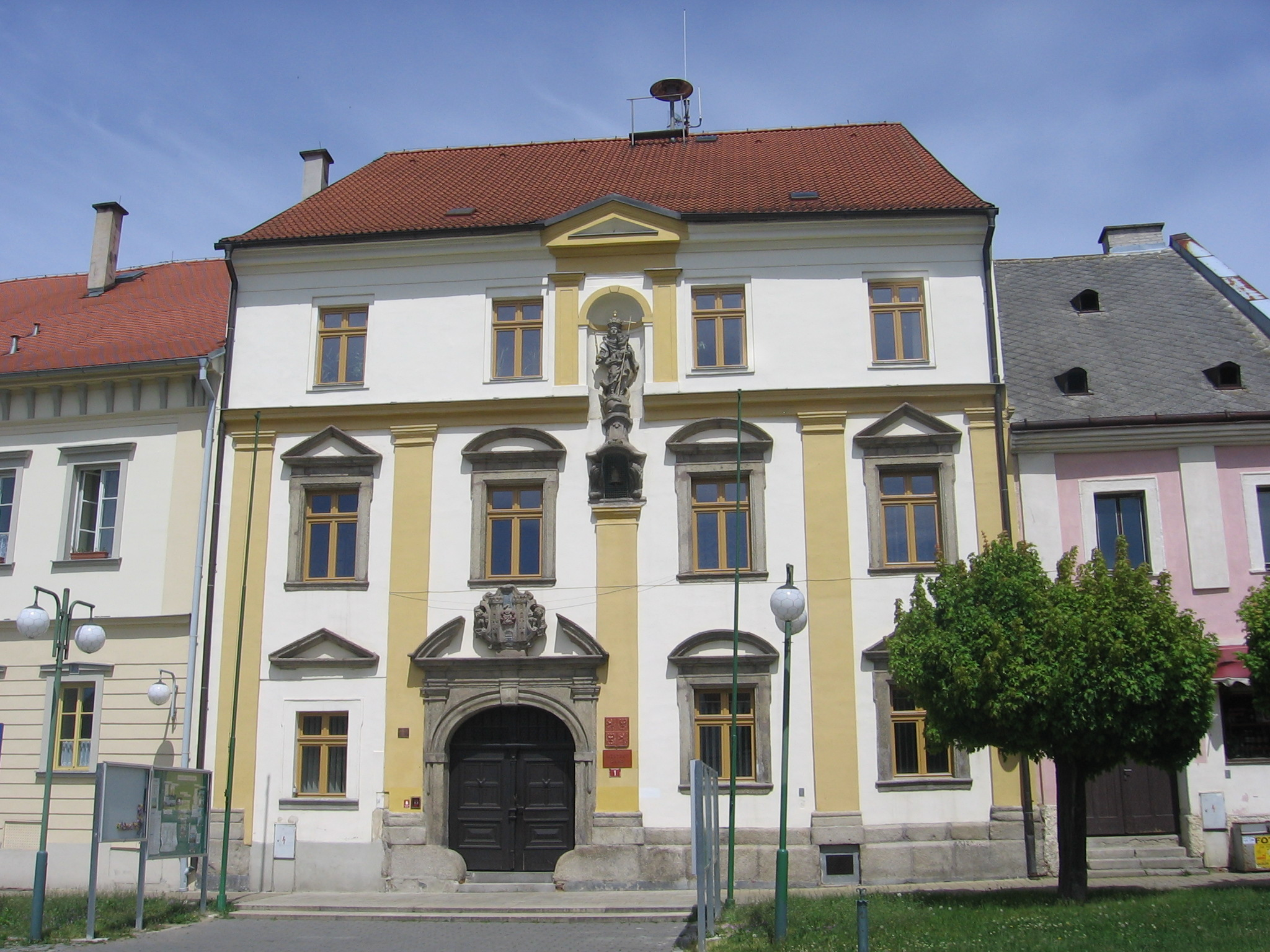
Rathaus

## Geographische Lage
Die Stadt liegt im westlichen Böhmen, 14 Kilometer südöstlich von Tachov (deutsch Tachau).

## Geschichte

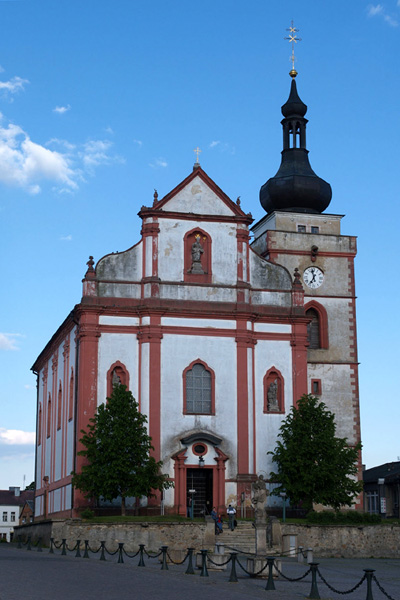
St.-Nikolaus-Kirche

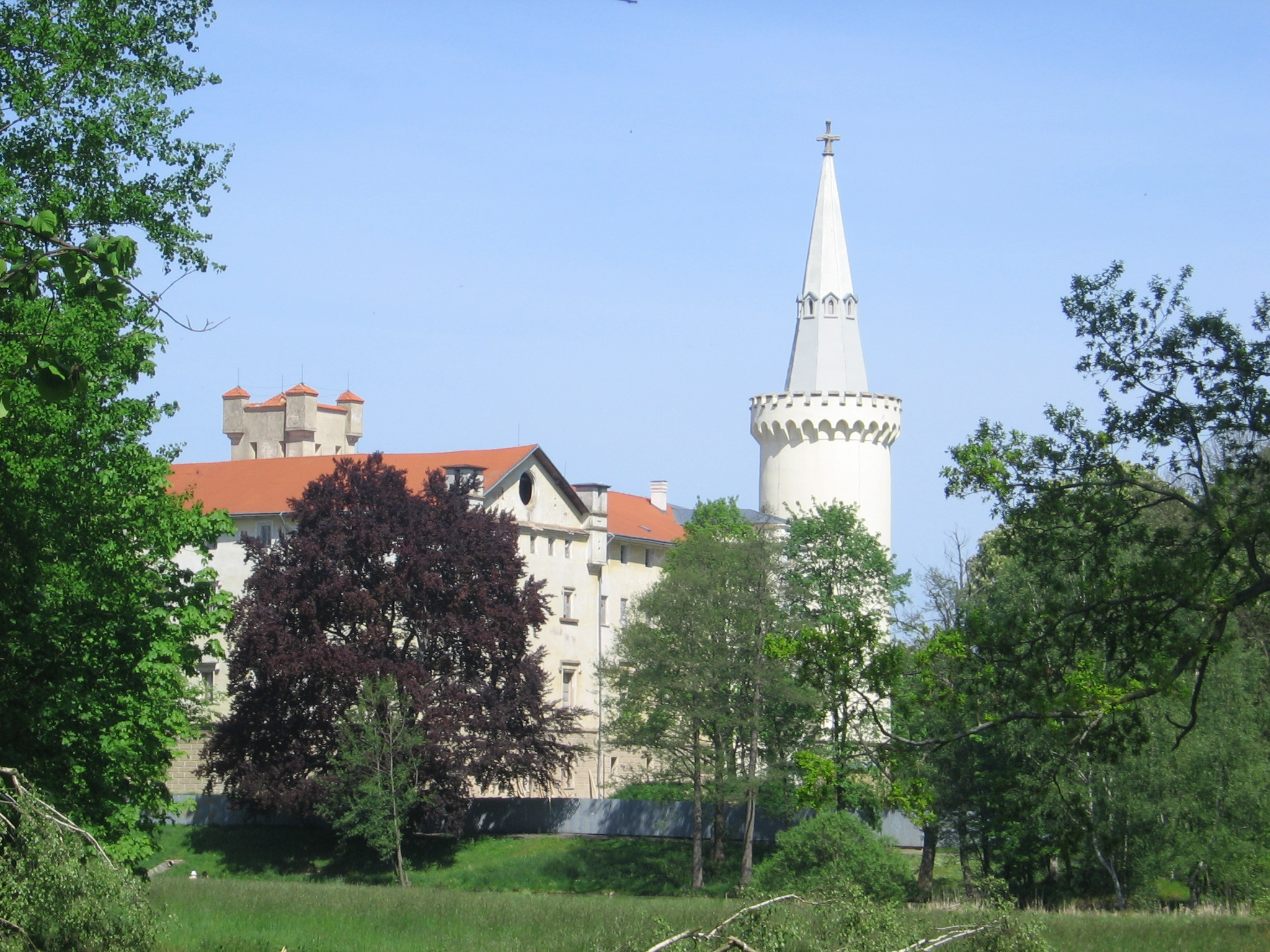
Schloss Haid

Ratmír I. ze Skviřína, Ahnherr der späteren Herren von Schwanberg und Kämmerer des Pilsner Kreises, gründete vor 1250 eine Siedlung an einem Weg, der von Mies zur Grenzfestung Pfraumberg führte. Sein gleichnamiger Sohn Ratmír II. ze Skviřína und dessen Sohn Bohuslaus I. ze Skviřína errichteten ein Kastell, das erstmals im Jahr 1263 urkundlich als Haid bzw. tschechisch als Bor erwähnt und später zu einer Wasserburg erweitert wurde. Die tschechische Namensform Bor wurde vermutlich wegen der umliegenden Kiefernwälder gewählt. Seit 1285 führte Bohuslaus I. den Namenszusatz de Bor.
Das Kastell bildete zusammen mit den Burgen Taus, Pfraumberg und Tachau einen Befestigungsgürtel entlang der Grenze zur Oberpfalz. Das um die Wasserburg entstandene Dorf stieg vor 1369 zu einem Untertanenstädtchen auf, in dem 1391 nach dem Vorbild der Prager Altstadt Recht gesprochen wurde. Nachdem die Schwanberger ab der Mitte des 14. Jahrhunderts auf der Burg Schwanberg bei Krasíkov residiert hatten, verfiel das Kastell. Im Jahr 1430 wurde es erfolglos von den Hussiten belagert und 1454 als verlassen bezeichnet.
Nachdem Johann von Schwanberg im Jahr 1505 die Burg erneuern ließ, wurde sie zur Residenz einer Nebenlinie, deren Angehörige dem Städtchen mehrere Privilegien erteilten. Um 1600 ließen sie die Burg zu einem Renaissanceschloss umbauen, und 1602 erteilten sie dem Städtchen ein Wappen. Johann Wilhelm von Schwanberg, der letzte seines Geschlechts aus der Haider Linie, verkaufte Haid 1650 an den Generalmajor Sigismund Friedrich von Götzen (1622–1661). Als kaiserlich-königlicher Kammerherr und Landratsbeisitzer im Königreich Böhmen begründete er die katholische böhmische Linie der Reichsgrafen von Götzen. Während seiner Herrschaft erfolgte eine schrittweise Eindeutschung von Haid und Umgebung; 1654 wurde Haid zur Stadt erhoben.
Im Jahr 1720 gelangte Haid an die aus Süddeutschland stammenden Fürsten von Löwenstein. Im Jahr 1726 verursachte ein Brand große Schäden, dem auch das Rathaus und das Stadtarchiv zum Opfer fielen. Im 18. Jahrhundert bauten die Fürsten von Löwenstein das Renaissance-Schloss barock um. Ein weiterer Umbau erfolgte im 19. Jahrhundert im Stil der Neugotik. 1843 bestand Haid aus 243 Häusern und mehr als 1600 vorwiegend deutschen Einwohnern, deren wirtschaftliche Basis die Land- und Forstwirtschaft, die Fischzucht sowie die Töpferei waren. Zur Herrschaft Haid gehörten neben Haid und Neustadtl 30 Dörfer.
Nach dem Ersten Weltkrieg wurde Haid 1919 der neu geschaffenen Tschechoslowakei zugeschlagen. Aufgrund des Münchner Abkommens gehörte Haid von 1938 bis 1945 zum Landkreis Tachau, Regierungsbezirk Eger, im Reichsgau Sudetenland des Deutschen Reichs.
Am Ende des Zweiten Weltkriegs wurde die Stadt schwer beschädigt. Die deutsche Bevölkerung wurde vertrieben und die Fürsten von Löwenstein wurden enteignet.
Im Jahr 1989 sollte in der Nähe des Ortsteils Kurojedy ein Mittelwellensender für den tschechoslowakischen Auslandsrundfunk entstehen. Der Bau der Anlage wurde nach dem Zusammenbruch des kommunistischen Regimes aufgegeben. Am Standort existieren noch heute Relikte in Form von Betonfundamenten.

### Demographie
| Jahr | Einwohner | Anmerkungen                                         |
| ---- | --------- | --------------------------------------------------- |
| 1785 | k. A.     | 222 Häuser einschließlich der Vorstadt              |
| 1830 | 1460      | in 274 Häusern, nach anderen Angaben in 280 Häusern |
| 1837 | 1582      | in 280 Häusern                                      |
| 1843 | über 1600 | meist deutsche Einwohner                            |
| 1921 | 1853      | davon 1772 deutsche Einwohner                       |
| 1930 | 1943      | [ 17 ]                                              |
| 1939 | 1942      | [ 17 ]                                              |

| Jahr      | 1970 | 1980 | 1991 | 2001 | 2003 |
| Einwohner | 3416 | 3832 | 3787 | 3961 | 4025 |

## Partnerstädte
Partnerschaften gibt es mit folgenden Kommunen:
- Pleystein, Deutschland
- Wernberg-Köblitz, Deutschland

## Sehenswürdigkeiten
- Schloss Haid (Zámek Bor u Tachova) mit Aussichtsturm
- Die St.-Nikolaus-Kirche (Kostel sv. Mikuláše) wurde erstmals 1282 urkundlich erwähnt. 1739–1750 wurde sie neu errichtet. Den Hauptaltar schuf der Bildhauer Johann Christoph Artschlag aus Neustadtl[20]
- Die dem hl. Johannes dem Täufer geweihte Kapelle entstand vor 1515. Sie beherbergt u. a. die Gruft der Fürsten von Löwenstein
- Die im 18. Jahrhundert errichtete St.-Wolfgang-Kirche wurde im Rahmen der Josephinischen Reformen säkularisiert. Danach diente sie als Kornspeicher, der in den 1960er Jahren devastiert wurde.
- Die Wallfahrtskirche Maria Loretto in der Nähe des Schlosses wurde 1668 von Isabella, der Witwe des Siegmund Friedrich von Götzen (Tochter des Adam Erdmann Trčka von Lípa) errichtet.
- Rathaus mit dem Stadtwappen und einer Statue der Jungfrau Maria.
- Mehrere barocke Bildstöcke

## Ortsteile
Die Stadt gliedert sich in 22 Ortsteile:
Bezděkov (Wesigau), Boječnice (Woschnitz), Bor (Haid), Borovany (Turban),  Čečkovice (Eschowitz), Damnov (Damnau), Doly (Tholl) mit Lukavice (Lukawetz),  Hlupenov (Neuhäusl), Holostřevy (Hollezrieb), Kosov (Gossau), Kurojedy (Juratin), Lhota (Elhotten), Lužná (Lusen), Málkovice (Malkowitz), Malovice (Mallowitz), Muckov (Mutzken), Nová Hospoda (Neuwirtshaus I), Nový Dvůr (Neuhof), Ostrov (Ostrau), Skviřín (Speierling),  Velká Ves (Sinzendorf), Vysočany (Weschekun).
Grundsiedlungseinheiten sind Bezděkov, Boječnice, Bor, Borovany, Čečkovice, Damnov, Doly, Holostřevy, Kosov, Kurojedy, Lhota, Lužná, Málkovice, Malovice, Muckov, Nová Hospoda, Nový Dvůr, Ostrov, Skviřín, Velká Ves, Vysočany I und Vysočany II.
Das Gemeindegebiet gliedert sich in die Katastralbezirke Bezděkov u Damnova, Boječnice, Bor u Tachova, Borovany u Boru, Čečkovice, Damnov, Doly u Boru, Holostřevy, Kosov u Boru, Kurojedy, Lhota u Tachova, Lužná u Boru, Málkovice, Ostrov u Tachova, Skviřín, Velká Ves u Damnova und Vysočany u Boru.

## Persönlichkeiten
- Peter Joseph Blum (* 1808, † 1884), Bischof von Limburg flüchtete 1877, während des Kulturkampfes, nach Haid und fand auf dem Schloss Zuflucht beim Fürsten Karl zu Löwenstein. Aus dem Exil führte er die Amtsgeschäfte weiter und konnte erst 1883 ins Bistum Limburg zurückkehren.
- Karl Heinrich zu Löwenstein-Wertheim-Rosenberg (* 1834, † 1921), Reichstagsabgeordneter
- Stephan Tragl (* 1845, † 1891), deutsch-böhmischer Architekt
- Aloys zu Löwenstein-Wertheim-Rosenberg (* 1871, † 1952), Präsident des Zentralkomitees der deutschen Katholiken (1920–1948)
- Marie Motlová (* 1918, † 1985), Schauspielerin
- Alfons Bayerl (* 1923, † 2009), SPD-Mitglied des Bundestags
- Reinhold Heller (* 1933, † 1993), Maler